# Walter Sauermilch (Chemiker)
Walter Sauermilch (* 13. November 1902 in Wiesbaden; † 28. Oktober 1994 in Bad Kreuznach) war ein deutscher Chemiker und Heimatforscher.

## Leben
Walter Sauermilch wurde 1902 als Sohn von Julius Sauermilch (* 19. Januar 1856 in Allenbach; † 13. Dezember 1933 in Bad Kreuznach) und Helene Melsheimer (* 1. Februar 1867 in Bernkastel; † 1. Dezember 1953 in Löhne) in Wiesbaden geboren. Er besuchte die Grundschule und das Gymnasium in Bad Kreuznach.
Er heiratete Maria Schulz (* 25. Mai 1905 in Bad Kreuznach; † 19. Oktober 1983 in Bad Kreuznach), mit der er vier Kinder Rosemarie, Walter, Hannelore und Helmut bekam. Nach seinem Abitur 1922 begann Sauermilch sein Chemiestudium in Heidelberg und beendete es 1928 mit dem Diplom. 1930 wurde er promoviert, sein Doktorvater war Karl Ziegler.
Darauffolgend arbeitete er bis 1934 als Betriebsleiter beim Sepdelen-Werk in Bad Kreuznach, ehe er für ein Jahr als Assistent von Karl Ziegler und Johann Achelis an die Universität Heidelberg zurückkehrte. 1936 zog Sauermilch nach Wittenberg. Dort arbeitete er als Chemiker im Sprengstoffwerk der Firma Wasag und war an der Entwicklung von Plastiksprengstoff beteiligt. Von 1946 bis 1959 forschte er, als Mitarbeiter des wissenschaftlichen Labors der Familie Raschig, auf dem Gebiet der Pyridin-Chemie. Aus diesen Arbeiten resultierten zahlreiche Erfindungen und wissenschaftliche Publikationen, darunter auch die nach ihm benannte Sauermilch-Oxidation. Ab 1959 kehrte er zur Wasag, ins wissenschaftliche Zentrallabor in Sythen, zurück.
Ab 1971 wirkte Sauermilch als Heimatforscher in Bad Kreuznach.